# Marc Seguin
Marc Seguin (1786-1875) là kỹ sư, nhà phát minh người Pháp. Ông là người phát minh ra cầu treo dây điện-dây cáp và lò hơi công nghiệp ống lửa. 

## Cuộc đời
Marc Seguin có cha là Marc François Seguin, người thành lập Seguin & Co., va có mẹ là Thérèse-Augustine de Montgolfier, cháu gái của người đã chế tạo khinh khí cầu Joseph Montgolfier. 

## Sự nghiệp

### Cầu
Marc Seguin là nhà phát minh và là người điều hành việc phát triển cây cầu treo đầu tiên ở châu Âu lục địa. Ông đã xây dựng và cung cấp 186 cây cầu thu thuế khắp nước Pháp.

### Động cơ hơi
Sau một thời gian ngắn kể từ lúc Đường sắt Stockton and Darlington được mở tại Anh vào năm 1825, Seguin có đến thăm và quan sát Đông cơ số 1, phát minh của George Stephenson hoạt động và có được hai cái động cơ loại này, những thứ trở nên không phù hơp với hoàn cảnh của nước Pháp. Vào năm 1829, Seguin gửi hai chiếc động cơ hơi do ông thiết kế đến Đường sắt Saint-Étienne–Lyon. Chúng sử dụng nồi hơi nhiều ống có sự đổi mới và đáng chú ý là có những cái quạt được điều khiển để cung cấp không khí cho lửa. Nhóm quạt này tốt hơn Blastpipe của Stephenson. Chiếc động cơ do Seguin chế tạo đã gơi cảm hứng cho nồi hơi tàu thủy của Scotland sau này ở phần diện mạo. Độc đáo ở chỗ, Seguin đã sắp xếp lò vào trong một cái hộp có nước lớn ở dưới cái nồi hơi để cung cấp một diện tích lớn và có dung tích lớn hơn. Robert Stephenson đã làm thế với Tên lửa Stephenson, tuy nhiên ông lại đặt hộp lửa sau vỏ nồi hơi chính. Nồi hơi của Seguin đã thúc đẩy sức mạnh và tốc độ của từ 4 miles một giờ lên 25 mile một giờ.

### Công việc kinh doanh khác
Marc Seguin có cả một đội làm việc, trong đó ông là người điều hành. Ông làm việc với các anh em của mình cũng như người anh rể Vincent Mignot. Nhóm này có nhiệm vụ tiếp nối công việc kinh doanh của người cha của Marc Seguin trong các lĩnh vực dệt, giấy, gas, than đá, xây dựng. Ngoài ra, Marc Seguin còn thêm cả lĩnh vực đường sắt và xây dựng cầu vào nhóm các lĩnh vực trên. 

## Vinh danh
Marc Seguin được bình chọn là Académie des Sciences vào năm 1845, trở thành hiệp sĩ của Huân chương Danh dự vào năm 1836 và trở thành viên chức của danh hiệu này vào năm 1866. Ông còn được ghi tên trên tháp Eiffel.